# سيرغي أبراموف
سيرغي أبراموف (بالروسية: Абрамов, Сергей Алексеевич)‏ هو لاعب كرة قدم روسي، ولد في 9 سبتمبر 1990 في بوليفسكوي في روسيا. شارك مع منتخب روسيا لكرة الصالات. أما مع النوادي، فقد لعب مع MFK Sinara Yekaterinburg ‏.

## وصلات خارجية
- سيرغي أبراموف على موقع الاتحاد الأوربي (الإنجليزية)